# フィンカ・ビヒア
フィンカ・ビヒア（Finca Vigía）は作家アーネスト・ヘミングウェイの家である。所在はキューバのハバナ郊外である。
ここで書かれた有名な本として、「老人と海」がある。
今は、アメリカとキューバで協力し保存している。

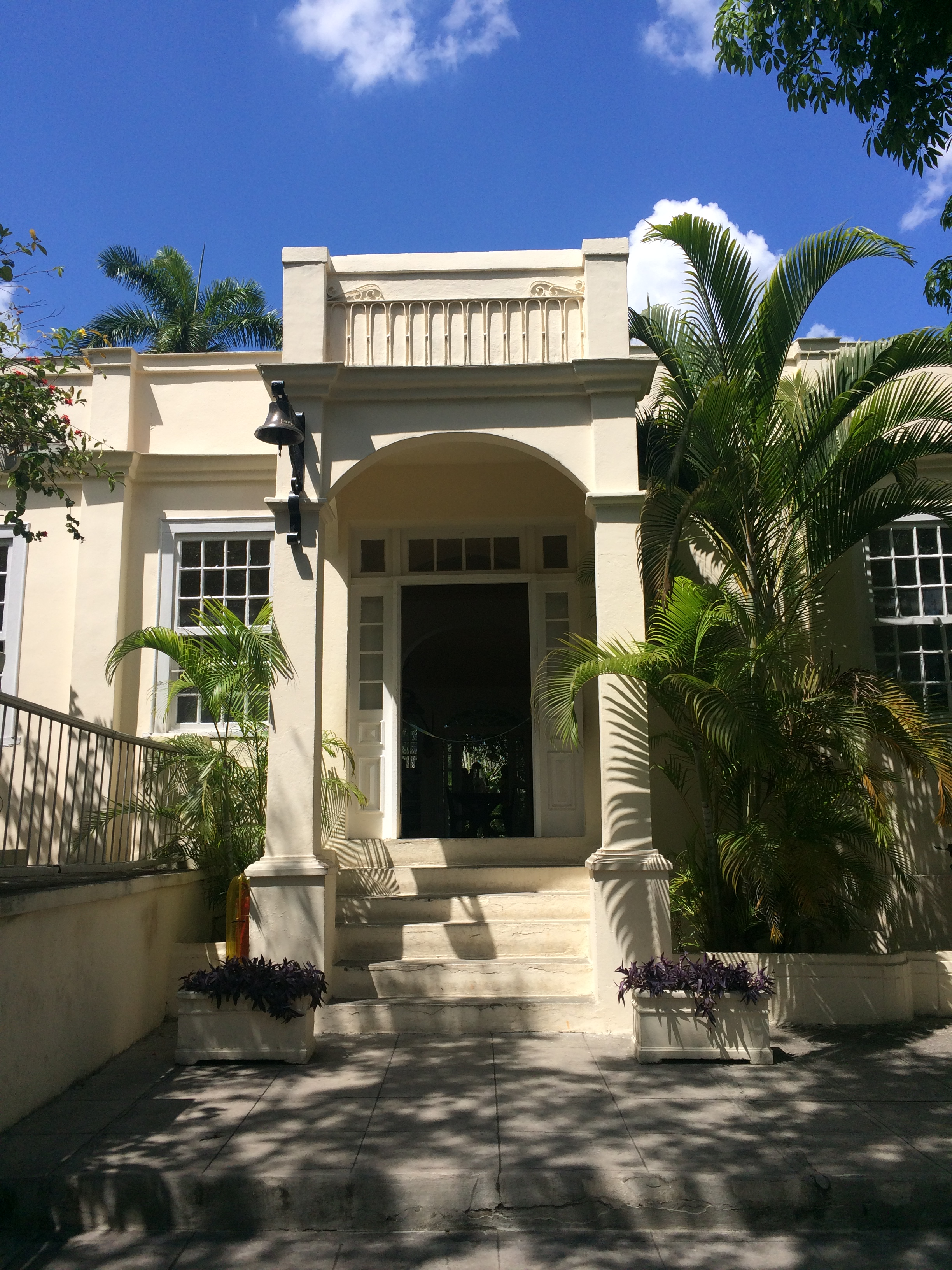

日本では見張り小屋と訳される。

## 脚注

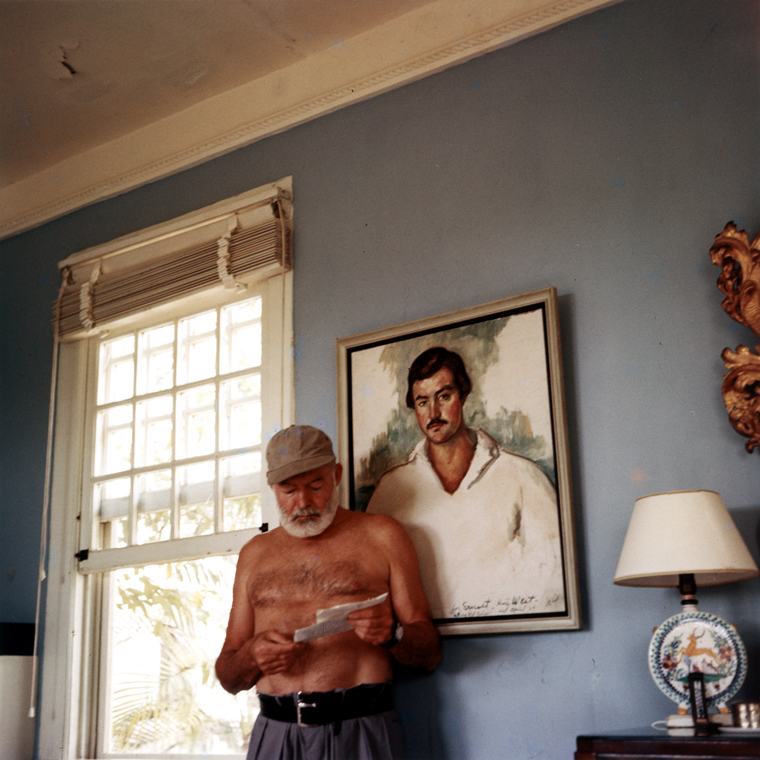
フィンカ・ビヒアにて、アーネスト・ヘミングウェイ。